# Knight Squad
Knight Squad ist eine US-amerikanische Jugend-Sitcom, die von Sean Cunningham und Marc Dworkin erdacht wurde. Die Serie wurde auf dem US-amerikanischen Fernsehsender Nickelodeon am 19. Februar 2018 zum ersten Mal aufgeführt. Die Serie besteht aus zwei Staffeln mit 30 Folgen.

## Handlung
In der Serie absolvieren zwei Jugendliche namens Arc und Ciara in einer speziellen Schule eine Ritterausbildung, um zu großen Rittern zu werden. Sie werden daher mit anderen Schülern von dem Ritter Sir Gareth unterrichtet. Währenddessen freunden sich die beiden mit den Jugendlichen Prudence, Warwick sowie den Rivalen Sage und Buttercup an. Auf der Schule erleben sie zahlreiche witzige Abenteuer und schließen Freundschaften.
Gemeinsam haben sie das Ziel, das Königreich Astoria vor dem Bösewicht Ritter Ryker zu beschützen.

## Produktion
In Deutschland wurde die Serie am 15. November 2018 uraufgeführt und endete am 30. September 2019. Die Serie hatte auch einen Crossover mit der Serie Henry Danger. Diese Folge gehört aber zu der Serie Henry Danger.

## Besetzung und Synchronisation
| Rolle                    | Darsteller         | Synchronsprecher     |
| ------------------------ | ------------------ | -------------------- |
| Prudence                 | Lexi DiBenedetto   | Anna Amalie Blomeyer |
| Arc                      | Owen Joyner        | Philip Süß           |
| Buttercup                | Savannah May       | Amira Leisner        |
| Ciara die Prinzessin     | Daniella Perkins   | Marie Hinze          |
| Fizzwick                 | Seth Carr          | Elias Kunze          |
| König                    | Jason Sims-Prewitt | Matti Klemm          |
| Sage                     | Lilimar Hernandez  | Ronja Peters         |
| der Ausbilder Sir Gareth | Kelly Perine       | Viktor Neumann       |
| Warlock                  | Billy Grandy       | Andi Krösing         |
| Warwick                  | Amarr M. Wooten    | Marco Eßer           |